# Rhyssemus sculptilipennis
Rhyssemus sculptilipennis är en skalbaggsart som beskrevs av Schmidt 1922. Rhyssemus sculptilipennis ingår i släktet Rhyssemus och familjen Aphodiidae. Utöver nominatformen finns också underarten R. s. falsus.